# Boydia
Boydia is een geslacht van vlinders van de familie sikkelmotten (Oecophoridae), uit de onderfamilie Xyloryctinae.

## Soorten
- B. criniferella Newman, 1856
- B. ephelota (Meyrick, 1890)